# Optima Workflow
 Optima Workflow  — комплексна платформа для створення автоматизованих систем управління документами. Система Optima Workflow призначена для управління процесами створення, обробки, тиражування і зберігання документів або інших інформаційних об'єктів, а також для автоматизації основних процедур сучасного діловодства та організації документообігу.

## Особливості платформи Optima Workflow
Optima Workflow  — це комплексне рішення, яке інтегрується з різними електронними системами, створеними для автоматизації бізнес-процесів і оптимізації діяльності на підприємстві. Електронний документообіг прискорює обробку документації, збільшуючи ефективність.
Впровадження системи електронного документообігу на базі Optima Workflow дозволяє відмовитися від паперового ведення справ, що істотно оптимізує діяльність компаній і державних установ. Завдяки чіткій організації системи, структуризації і класифікації документів, електронний архів Optima Workflow стає оптимальним рішенням для компаній різного масштабу.

## Переваги Optima Workflow
- відкрита архітектура, вживання найсучасніших технологій і промислових стандартів
- гнучкість, функціональна повнота і масштабованість платформи
- висока міра відповідності вимогам Moreq2
- повнофункціональний web-клієнт
- можливість створення територіально-розподілених систем
- розпізнавання, повнотекстовий пошук, кодова для штриха і радіочастотна (RFID) маркіровка і ідентифікація документів
- прості і не вимагаючі залучення розробника візуальні засоби налаштування і адаптації рішень на платформі Optima Workflow
- зручний, багатомовний інтерфейс
- постійне вдосконалення платформи, розвинені програми вчення і підтримки користувачів і експлуатаційного персоналу